# Gemeine Haarschnecke
Die Gemeine Haarschnecke (Trochulus hispidus) ist eine Schneckenart aus der Familie der Laubschnecken (Hygromiidae), die zur Ordnung der Landlungenschnecken (Stylommatophora) gerechnet wird. Es handelt sich um eine kleine, sehr verborgen lebende Art, die in Mitteleuropa weit verbreitet ist.

## Merkmale

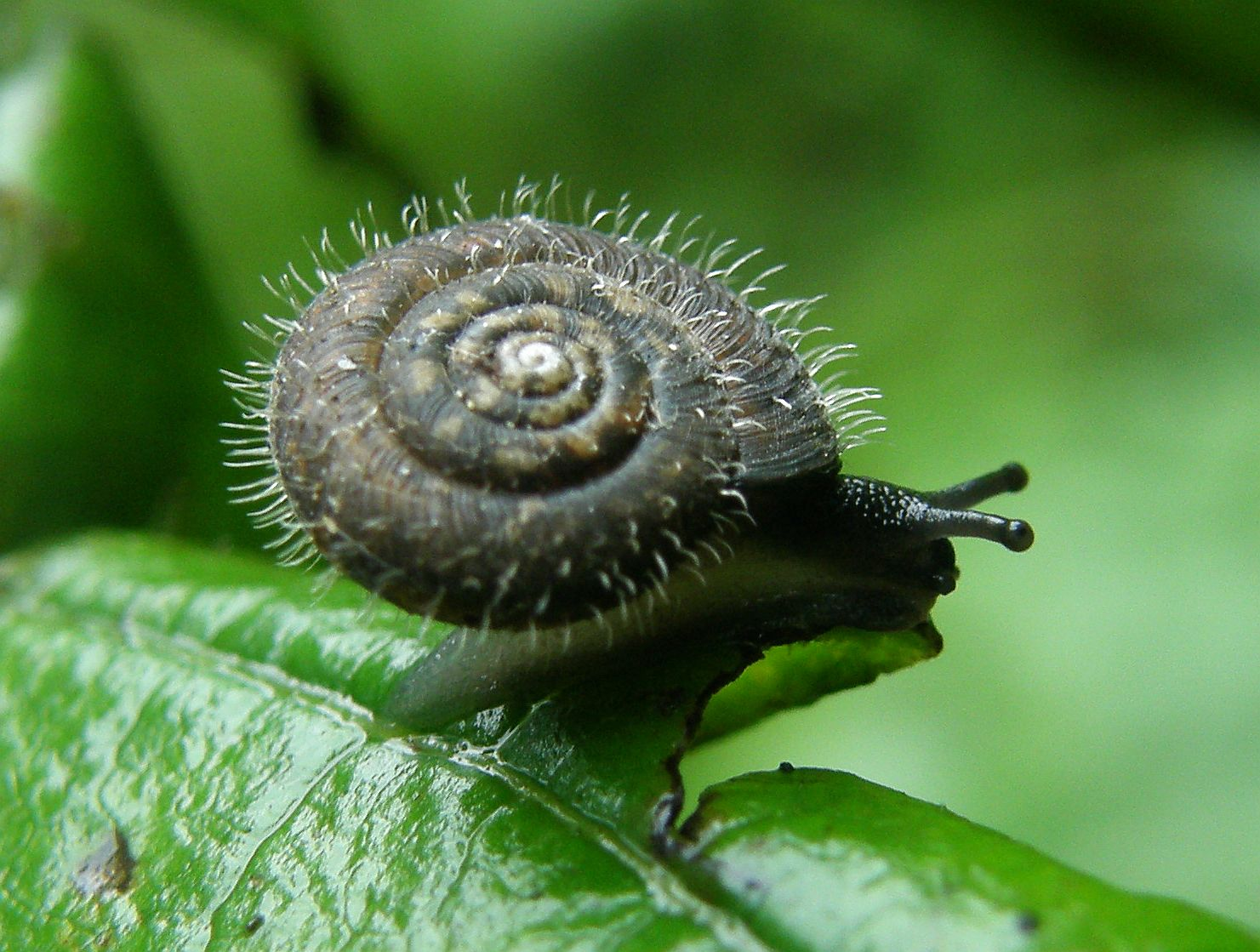
Haare der Haarschnecke

Das Gehäuse misst erwachsen 5 bis 6 mm in der Höhe und 5 bis 12 mm in der Breite. Es ist flach-kegelförmig, die Unterseite ist abgeflacht. Die Höhe des Kegels ist jedoch etwas variabel. Es sind 5,5 bis 7 stark gewölbte Umgänge vorhanden, die regelmäßig zunehmen und eine deutliche Naht bilden. Der Nabel ist offen und variiert in seiner Weite von etwa 1/4 bis 1/8 des Gehäusedurchmessers. Die Mündung steht schräg zur Wachstumsachse der Windung und ist rundlich bis leicht elliptisch. Die Unterseite ist meist etwas abgeflacht und etwas umgebogen. Innen ist am Unterrand der Mündung eine schwellenartige, fast gerade Lippe ausgebildet. Die Schale ist relativ dünnwandig und durchscheinend. Das Gehäuse ist graubraun bis rötlich braun, die Oberfläche schwach glänzend. Sie zeigt grobe, sehr unregelmäßige Anwachsstreifen und ist im Adultstadium mit feinen, gekrümmten Härchen besetzt. Bei älteren Exemplaren bzw. bei toten Gehäusen sind die Haare häufig abgefallen oder abgestoßen, und bei Gehäusen, die schon länger am Boden liegen, findet sich manchmal kaum noch eine Spur dieser Härchen. In der Regel hinterlassen die Ansatzstellen der Härchen jedoch kleine Vertiefungen in der Oberfläche.
Der Weichkörper des Tieres ist schwärzlich.

## Geographisches Vorkommen und Habitat
Die Art ist in fast ganz Europa verbreitet. Sie fehlt lediglich im nördlichen Fennoskandien, Nordrussland und auf den südlichen Mittelmeerinseln. Sie kommt in lichten Wäldern, Gebüschen, Heckenreihen, Gärten und Parks vor. Sie meidet jedoch ausgesprochen trockene Habitate. Sie lebt hier unter altem Laub, Totholz und an bzw. am Boden von Brennnesselbeständen (Urticaceae).

## Lebensweise und Fortpflanzung
Die Tiere fressen zu etwa 50 % verwelktes oder trockenes Pflanzenmaterial. Dabei werden  Brennnesseln bevorzugt. Aber auch Pilze und Früchte sowie Blüten werden gelegentlich gefressen.
Die Tiere werden bereits vor Erreichen der Endgröße geschlechtsreif. Die Eier werden von Mai bis September in Gruppen von bis zu 17 Stück in feuchter Erde oder an die Unterseite von verrottenden Blättern abgelegt. Die Eier sind rund, glänzend und haben einen Durchmesser von 1,3 bis 1,5 mm. Die Entwicklungszeit beträgt 17 bis 26 Tage. Die Schlüpflinge haben ein Gehäuse mit 1,5 Windungen. Die Tiere erreichen ein Alter von zwei Jahren.

## Systematik
Die Art wurde 1758 von Carl von Linné unter dem Namen Helix hispida erstmals wissenschaftlich beschrieben. Es ist die Typusart der Gattung Trochulus Chemnitz, 1786. In der älteren Literatur ist die Art häufig unter der Kombination Trichia hispida zu finden. Allerdings ist Trichia Hartmann, 1840 durch Trichia De Haan, 1839 präokkupiert. Er wurde durch das ältere Synonym Trochulus Chemnitz, 1786 ersetzt.